# Lombok (Arnhem)
Lombok is een wijk aan de westkant van Arnhem. De wijk wordt ingesloten door spoorlijnen aan de noordkant en de Neder-Rijn in het zuiden. Enkele prominente gebouwen in de wijk zijn de Koepelgevangenis in de Wilhelminastraat en het Elisabeths Gasthuis, een voormalig ziekenhuis, op de Utrechtseweg.

## Eerste plannen voor Lombok
Rond 1870 ontwikkelden notabelen uitbreidingsplannen voor de westkant van Arnhem in de vorm van de villawijken Heijenoord en Lombok. Langs de Utrechtseweg en langs de Rijn richting Oosterbeek verrees inderdaad een aantal landhuizen. Maar door het besluit van het ministerie van Justitie in 1882 voor de bouw op de Wilhelminastraat van een koepelgevangenis (tussen 1882 en 1886 gebouwd) werd het gebied verder onaantrekkelijk als villawijk.

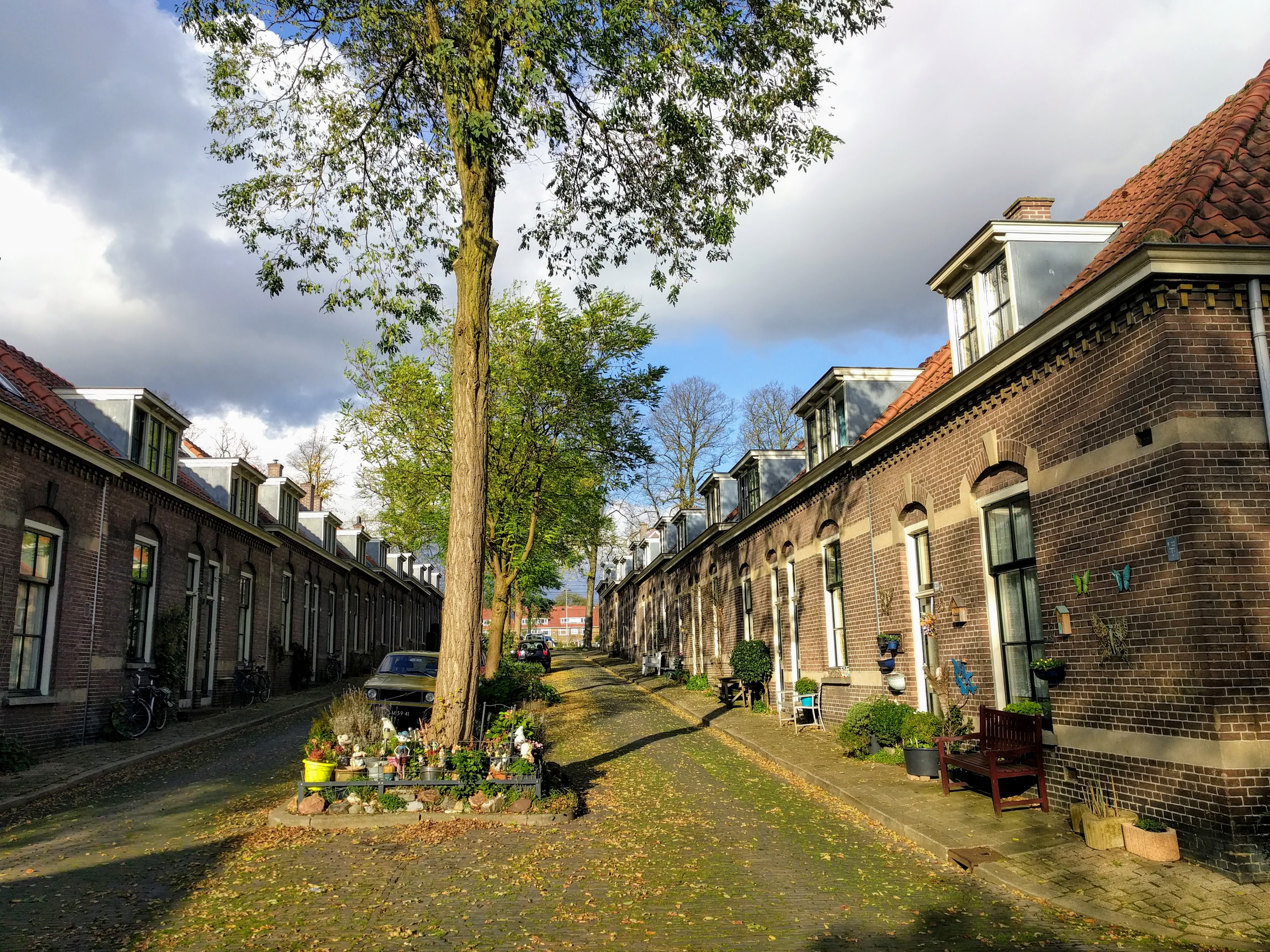
Blik op de Nassaustraat in Lombok te Arnhem

## Tijdgeest
Ook in Arnhem kenmerkte het laatste deel van de negentiende eeuw zich door de industriële revolutie en een trek van het platteland naar de stad. Er was behoefte aan woningen voor mensen die naar de stad trokken. Woonruimte was schaars en duur. Ook in Arnhem was in die tijd veel krotbewoning (bijvoorbeeld op Klarendal). De gemeentelijke overheid bemoeide zich daar niet mee, zolang het statige stadsbeeld van de villa’s maar niet verstoord werd. De vrije markt moest de rest maar oplossen. Aan het einde van de 19e eeuw kwam daar echter verandering in. Het besef ontstond dat zelfs voor arbeiders goed moest worden gezorgd, omdat zij anders misschien wel in opstand komen zouden komen of besmettelijke ziekten zouden kunnen verspreiden. Al dan niet uit nobele motieven ontstonden er rond 1900 woningbouwverenigingen, die probeerden samen te werken met gemeenten. Het belangrijkste doel van deze verenigingen was het bouwen van goede woningen voor mensen die over weinig geld beschikten.

## Sociale woningbouw
In deze periode werd de arbeiderswijk Oud Lombok (tussen de Oranjestraat en de Zwarteweg) gebouwd. De aanleg startte in 1893. De huizen werden gebouwd volgens een rechthoekig patroon dat van noord naar zuid en van west naar oost liep. Het waren vaak eenkamerwoningen met een zolder, waar eventueel op geslapen kon worden. Soms waren het iets grotere tweekamerwoningen. Op doorgaande wegen kwamen ook boven- en benedenwoningen, zoals op de Oranjestraat. Men sprak van A-, B- en C-woningen, met ieder hun eigen kenmerken. De verschillende typen huizen zijn in bijvoorbeeld de Mauritsstraat, de Sophiastraat en de Nassaustraat nog goed herkenbaar. Opvallend zijn ook de brede straatprofielen. Er werd destijds rekening gehouden met openbaar groen, zoals plantsoentjes en bomen. Dat was voor die tijd zeer vooruitstrevend, want dat werd alleen in de meest welvarende wijken gedaan.

## Wijkvoorzieningen
In die tijd ging men ervan uit dat een wijk grotendeels zelfvoorzienend moest zijn. Er kwamen dus scholen, een badhuis met wasserij, winkels, een bewaarschool en een politie- en brandweerpost. Maar de wijk was te klein om geheel zelfvoorzienend te zijn, zodat lang niet alle voorzieningen die men oorspronkelijk wilde bouwen ook daadwerkelijk zijn gerealiseerd. Toch zijn veel van de oorspronkelijke gebouwen nog steeds in de wijk aanwezig. Ze hebben echter bijna allemaal een ander gebruik gekregen dan waarvoor ze oorspronkelijk zijn gebouwd.